# ママはぽよぽよザウルスがお好き
『ママはぽよぽよザウルスがお好き』（ママはぽよぽよザウルスがおすき）は、青沼貴子による実録育児コミック。および、それを原作としたアニメ作品。略称は「ママぽよ」。

## 作品の概要
育児雑誌『プチ・タンファン』（婦人生活社刊）に連載された、作者本人の実体験を綴った、実録子育て漫画（全4巻）。可愛いけれども、やんちゃでパワフルな怪獣（ぽよぽよザウルス＝子供）達に振り回される青沼家の生活や、親子のふれあいを描いている。郵便局「学資保険」のテレビCMにキャラクターが使用されて話題になり、続いてアニメ化、母親たちをメインに描く板橋マダムスとしてドラマ化が行われた。

## 単行本
単行本は、1993年8月から1998年5月にかけて婦人生活社から刊行、2003年11月から2004年2月にかけて幻冬舎から再刊された。（ISBNは"/"以降が幻冬舎版）
1. ママはぽよぽよザウルスがお好き（1993年8月）ISBN 4-574-00058-9/ISBN 4-344-00422-1
2. ママはぽよぽよザウルスがお好き ふたたび（1994年12月）ISBN 4-574-00063-5/ISBN 4-344-00443-4
3. ママはぽよぽよザウルスがお好き みたび（1995年12月）ISBN 4-574-00072-4/ISBN 4-344-00461-2
4. ママはぽよぽよザウルスがお好き よたび（1998年5月）ISBN 4-574-00082-1/ISBN 4-344-00479-5

2010年9月から10月にかけてKADOKAWA(メディアファクトリー)から再々刊された。みたびとよたびが3巻目に集約される。
1. ママはぽよぽよザウルスがお好き 1（2010年9月）ISBN 978-4-84-013531-3
2. ママはぽよぽよザウルスがお好き 2（2010年9月）ISBN 978-4-84-013532-0
3. ママはぽよぽよザウルスがお好き 3（2010年10月）ISBN 978-4-84-013568-9

その後の続編が2009年2月から2016年4月にかけてKADOKAWA(メディアファクトリー)から刊行された。
1. かわいいころを過ぎたら 『ママはぽよぽよザウルスがお好き』リュウの思春期ルポ（2009年2月）ISBN 978-4-84-012705-9
2. かわいいころを過ぎたら アン18歳 『ママはぽよぽよザウルスがお好き』アンの思春期ルポ（2009年9月）ISBN 978-4-84-013037-0
3. 夫とふたりでもうまく暮らすコツ 『ママはぽよぽよザウルスがお好き』ダーリンとのその後（2011年7月）ISBN 978-4-84-013981-6
4. 20歳は過ぎたけれど 『ママはぽよぽよザウルスがお好き』リュウ&アン成人編（2012年8月）ISBN 978-4-84-014691-3
5. いつか大人になるのかな 『ママはぽよぽよザウルスがお好き』リュウ&アン人生道草編（2014年3月）ISBN 978-4-04-066345-6
6. 就職できるかな？　ママぽよアンとリュウ（2016年4月）ISBN 978-4-04-068412-3

### 主な登場人物（原作）
演はドラマ版のキャストとなっている。
青沼貴子（あおぬま たかこ）
演 - 櫻井淳子
リュウとアンの母親で本作の著者。本作では「青沼家」となっているが、正確には著者の旧姓でペンネームであり、はみ出し育児日記では「鈴木家」と名乗っている。
青沼源大（あおぬま げんだい）
演 - 高橋克実
リュウとアンの父親で貴子の夫。妻の貴子をはじめ皆から「ダーリン」と呼ばれており、名前で呼ばれる事はほとんどない。職業は建築測量士。髭を生やしており、ビートルズのファン。
青沼リュウ（あおぬま りゅう）
演 - 谷野欧太
青沼家の長男。赤ちゃんの頃から幼稚園～小学低学年まで描かれている。やんちゃで破壊しまくる怪獣ゴジラと称される。高校卒業後、専門学校生の頃から父親の建築測量士の手伝いをして、そのまま就職したが、2015年頃に父親と大喧嘩して辞め、二ヶ月ほどニートになっていた。2016年4月現在では28歳で、アルバイトをしながら取りたい資格を勉強している。
青沼アン（あおぬま あん）
演 - 山本真亜子
青沼家の長女。二人目の妊娠から幼稚園まで描かれている。小さい頃から自分が気が済むまで言うことを聞かず、雄叫びをあげまくる怪獣アンギラスと称される。17歳で高校を中退し、通信制の高校に通いながらダンサーを目指していたが、21歳で大学に行きたいと言い出し、受験生となる。22歳で短期大学生になって24歳で卒業。そのまま就職したが7ヶ月で辞めてしまい、すぐに転職が決まり、2016年4月現在では25歳で、OLになっている。
青沼ジャック（あおぬま じゃっく）
青沼家に飼われている猫。2002年2月に18歳で永眠した。

## テレビアニメ
1995年9月2日から1996年8月31日まで、テレビ山口を除くTBS系列局で毎日放送（MBS）・日本アニメーション製作のアニメ作品として全52回（1回2話放映）が放映された。平均視聴率は7.8％。制作局のMBSの放送権が失効した後は、広島県の広島ホームテレビ（HOME、テレビ朝日系列）などにおいて、放送が行なわれた。
各エピソードのストーリー展開は基本的には原作に忠実であるが、原作の持つ少々辛辣かつ生々しい内容のものについてはストーリーが暖かめに変更されている部分も散見される。
シリーズ前半は未来サイドからみた日記的な構成であったが、後半になるにつれ、アニメオリジナルのストーリーが目立ち、次第に未来の一人称による展開は薄れていく。
毎日放送制作土曜18:00枠（後の土6）における日本アニメーション制作のアニメは本作が最後となり、後番組は『ウルトラマンティガ』となり、ウルトラシリーズのTV番組が復活することとなった。

### 主な登場人物（アニメ版）
原作漫画では本名（正確には苗字は著者の旧姓でペンネーム）がそのまま使われているが、アニメ化に際しては別の名前が新たに設定された。
保与田未来（ぽよた みき）
声 - 松本梨香
本作の主人公。主婦にして絵本作家。源大の妻で、ヒョウガとジュラの母親。
保与田源大（ぽよた げんだい）
声 - 長島雄一（現：チョー）
未来の夫で、ヒョウガとジュラの父親。サラリーマン。未来からは「ダーリン」と呼ばれる。
保与田ヒョウガ（ぽよた ヒョウガ）
声 - 白鳥由里
未来の息子で5歳の長男。幼稚園の年長組の少年。
保与田ジュラ（ぽよた ジュラ）
声 - こおろぎさとみ
未来の娘で3歳の長女。幼稚園の年少組の少女。言葉がうまくしゃべれない（スパゲッティ→スカベッピィ、おしるこ→おちるこ等）

### その他の登場人物
国立ママ
声 - 黒田由美
花園ママ
声 - 南杏子
国立ゆう
声 - 瀧本富士子
国立れいら
声 - 金丸日向子
国立えみ
声 - 西原久美子
花園さあや
声 - 本井英美
綾小路いち
声 - 野田順子
白雪ひめこ
声 - 大塚智子
未来の父
声 - 島香裕
未来の母
声 - 中澤みどり
源大の父
声 - 小野健一
源大の母
声 - 渡辺美佐
源大の兄（ヒョウガとジュラの伯父）
声 - 柳沢栄治
源大の兄の妻（未来と源大の義姉、ヒョウガとジュラの義伯母）
声 - 亀井芳子
ヒョウガとジュラの従兄弟（源大の甥）
声 - 岩坪理江　馬場澄江
磯部みどり先生
声 - 浅丘夏未

### アニメのみの登場キャラクター
中川太
声 - 渡辺久美子
魔法のリリィ
劇中劇に登場。他にもUFOキャッチャーの景品としても登場している。
無敵レンジャー
劇中劇に登場。他にもUFOキャッチャーの景品としても登場している。
ヤンバルクイナマン
無敵レンジャーのライバルらしいキャラ。その名の通りヤンバルクイナがモチーフになっている。

### スタッフ
- 制作 - 本橋浩一
- 企画 - 井口慎一（MBS）、黒木敬七（トランス・アーツ）、佐藤昭司
- 原作 - 青沼貴子
- キャラクターデザイン - 三浦辰夫
- 美術監督 - 鈴木聡
- 美術設定 - 工藤剛一
- 背景 - アトリエローク
- 色彩設計 - 小山明子
- 撮影監督 - 森田俊昭、田村正人
- 撮影 - 東現アニメルーム、トランス・アーツ、じゃんぐるじむ
- 編集 - 名取信一、目黒広志、寺野剛（ジェイ・フィルム）
- ネガ編集 - 上遠野英俊
- 音楽 - 丸山和範
- 音響監督 - 早瀬博雪
- 音響制作 - 音響映像システム、会田昌克
- 整音 - 大石幸平
- 効果 - フィズサウンド（蔭山満）
- 録音スタジオ - タクトスタジオ
- タイトル - 道川昭
- 現像 - 東京現像所
- 広報 - 山崎朋子→安藤ひと実（MBS）
- 製作デスク - 小林克規
- プロデューサー - 坂井佳史→諸冨洋史（MBS）、小竿俊一
- 監督 - 鈴木孝義
- 製作協力 - トランス・アーツ、じゃんぐるじむ
- 製作 - 日本アニメーション､毎日放送
- 提供ナレーション - 吉田智子

### ネット局
| 放送対象地域  | 放送局             | 系列    | ネット形態             | 備考        |
| ------------- | ------------------ | ------- | ---------------------- | ----------- |
| 近畿広域圏    | 毎日放送           | TBS系列 | 制作局                 |             |
| 関東広域圏    | TBSテレビ          | TBS系列 | 同時ネット             |             |
| 北海道        | 北海道放送         | TBS系列 | 遅れネット             | [ 1 ] [ 2 ] |
| 青森県        | 青森テレビ         | TBS系列 | 遅れネット             | [ 3 ]       |
| 岩手県        | IBC岩手放送        | TBS系列 | 同時ネット →遅れネット | [ 4 ]       |
| 宮城県        | 東北放送           | TBS系列 | 同時ネット             |             |
| 山形県        | テレビユー山形     | TBS系列 | 同時ネット             |             |
| 福島県        | テレビユー福島     | TBS系列 | 同時ネット             |             |
| 新潟県        | 新潟放送           | TBS系列 | 同時ネット             |             |
| 長野県        | 信越放送           | TBS系列 | 遅れネット             | [ 5 ]       |
| 山梨県        | テレビ山梨         | TBS系列 | 同時ネット             |             |
| 静岡県        | 静岡放送           | TBS系列 | 遅れネット             | [ 6 ]       |
| 富山県        | チューリップテレビ | TBS系列 | 同時ネット             |             |
| 石川県        | 北陸放送           | TBS系列 | 遅れネット             | [ 7 ]       |
| 中京広域圏    | 中部日本放送       | TBS系列 | 遅れネット             | [ 8 ]       |
| 島根県 鳥取県 | 山陰放送           | TBS系列 | 同時ネット             |             |
| 広島県        | 中国放送           | TBS系列 | 同時ネット             |             |
| 香川県 岡山県 | 山陽放送           | TBS系列 | 遅れネット             | [ 9 ]       |
| 愛媛県        | 伊予テレビ         | TBS系列 | 同時ネット             |             |
| 高知県        | テレビ高知         | TBS系列 | 同時ネット             |             |
| 福岡県        | RKB毎日放送        | TBS系列 | 遅れネット             | [ 10 ]      |
| 長崎県        | 長崎放送           | TBS系列 | 同時ネット             |             |
| 熊本県        | 熊本放送           | TBS系列 | 同時ネット             |             |
| 大分県        | 大分放送           | TBS系列 | 同時ネット             |             |
| 宮崎県        | 宮崎放送           | TBS系列 | 同時ネット             |             |
| 鹿児島県      | 南日本放送         | TBS系列 | 遅れネット             | [ 11 ]      |
| 沖縄県        | 琉球放送           | TBS系列 | 同時ネット             |             |

### 主題歌
オープニングテーマ『Beeper Love（Saurus Version）』
歌 - NOW、作詞 - UMEDY、作曲 - CAKE-K、編曲 - SHIGE
エンディングテーマ1『いつのまにか君を（アコースティック・バージョン）』（第1話-第30話）
歌 - 小野正利、作詞 - 小野正利、作曲 - TSUKASA、編曲 - 鶴由雄（ソニーレコード）
エンディングテーマ2『スパイシー・ライフ』（第31話-第52話）
歌 - 松本梨香、作詞 - 芹沢類、作曲 - 階一喜、編曲 - 西脇辰弥

### 関連商品
ママはぽよぽよザウルスがお好き イメージアルバム（1996年5月22日）
1. Beeper Love（Saurus Version）
  - 歌 - NOW

2. HARDママ
  - 歌 - 保与田未来、作詞・作曲・編曲 - Tacos Naomi

3. おやすみなさい…
  - 歌 - 保与田ジュラ・ヒョウガ、作詞・作曲・編曲 - Tacos Naomi

4. ママはがんばる
  - 歌 - 保与田未来・源大、作詞・作曲 - 一番星哲也、編曲 - Tacos Naomi

5. ヒョウガとジュラのにがおえおえかきうた
  - 歌 - 保与田ヒョウガ・ジュラ、作詞 - 清沼貴子、作曲 - 一番星哲也・Tacos Naomi、編曲 - Tacos Naomi

6. スパイシーライフ
  - 歌 - 松本梨香

### 放映リスト
| 回 | サブタイトル                                 | 脚本       | 絵コンテ   | 演出       | 作画監督     | 放映日        |
| -- | -------------------------------------------- | ---------- | ---------- | ---------- | ------------ | ------------- |
| 1  | かけひきママ子供押しつけあいバトル           | 池田眞美子 | 鈴木孝義   | 錦織博     | 三浦辰夫     | 1995年 9月2日 |
| 1  | 反省ママ今日から叱らないお母さん             | 池田眞美子 | 錦織博     | 錦織博     | 三浦辰夫     | 1995年 9月2日 |
| 2  | 痛快ママ男の子は痛いッ!                      | 池田眞美子 | 森田風太   | 森田風太   | 及川博史     | 9月9日        |
| 2  | 実感ママ女の子はワガママ                     | 池田眞美子 | 森田風太   | 森田風太   | 及川博史     | 9月9日        |
| 3  | 追跡ママさすらいのヒョウガ                   | 池野みのり | 松浦錠平   | 松浦錠平   | 梶浦紳一郎   | 9月16日       |
| 3  | 宝くじママダーリンは当たりかハズレか         | 池野みのり | 松浦錠平   | 松浦錠平   | 梶浦紳一郎   | 9月16日       |
| 4  | 幼稚園ママ朝のドタバタ必勝法                 | 池田眞美子 | 森田風太   | 森田風太   | 石之博和     | 9月23日       |
| 4  | ワイルドパパダーリン流育児法                 | 池田眞美子 | 森田風太   | 森田風太   | 石之博和     | 9月23日       |
| 5  | 策略ママデパートホリデー入門                 | 池野みのり | 鈴木輪流郎 | 花井信也   | 今泉賢一     | 9月30日       |
| 5  | 置き去りママジジババの家にお泊り             | 池野みのり | 鈴木輪流郎 | 花井信也   | 今泉賢一     | 9月30日       |
| 6  | プッツンママ二歳児ジュラの主張               | 石塚智子   | 神谷純     | 森田風太   | 及川博史     | 10月7日       |
| 6  | 感激ママタリラリヒョウガの運動会             | 石塚智子   | 神谷純     | 森田風太   | 及川博史     | 10月7日       |
| 7  | うんざりママオモチャ減らし大作戦             | 池野みのり | 錦織博     | 錦織博     | 三浦辰夫     | 10月14日      |
| 7  | くたくたママジュラと地獄の旅巡り             | 池野みのり | 錦織博     | 錦織博     | 三浦辰夫     | 10月14日      |
| 8  | レフェリーママ兄妹ゲンカの裁き方             | 池田眞美子 | 細田雅弘   | 細田雅弘   | 石之博和     | 10月21日      |
| 8  | こだわりママジュラ、パーマをかける           | 池田眞美子 | 細田雅弘   | 細田雅弘   | 石之博和     | 10月21日      |
| 9  | プロフェッショナルママ子連れ遊園地マニュアル | 石塚智子   | 松浦錠平   | 松浦錠平   | 平岡正幸     | 10月28日      |
| 9  | 迷走ママヒョウガの早期教育                   | 石塚智子   | 松浦錠平   | 松浦錠平   | 平岡正幸     | 10月28日      |
| 10 | ぐったりママ毎日が関所破り                   | 池野みのり | 森田風太   | 森田風太   | 及川博史     | 11月4日       |
| 10 | ぶきっちょパパダーリンの抜けてる育児         | 池野みのり | 森田風太   | 森田風太   | 及川博史     | 11月4日       |
| 11 | パニックママジュラの発熱大騒動               | 池田眞美子 | 越智浩仁   | 花井信也   | 今泉賢一     | 11月11日      |
| 11 | ずぼらママダブルでやってきた七五三           | 池田眞美子 | 越智浩仁   | 花井信也   | 今泉賢一     | 11月11日      |
| 12 | しつけママジュラのおしゃぶり物語             | 池田眞美子 | 神谷純     | 森田風太   | 石之博和     | 11月18日      |
| 12 | 親ばかママヒョウガのおたのしみ会             | 池田眞美子 | 森田風太   | 森田風太   |              | 11月18日      |
| 13 | どきどきママダーリンの実家へ行く             | 池野みのり | 錦織博     | 錦織博     | 三浦辰夫     | 11月25日      |
| 13 | しみじみパパ暴かれるダーリンの宝物           | 池野みのり | 錦織博     | 錦織博     | 三浦辰夫     | 11月25日      |
| 14 | うっかりパパジュラの荷造りに御用心           | 石塚智子   | 細田雅弘   | 細田雅弘   | 及川博史     | 12月2日       |
| 14 | 手抜きママおべんと作りなんか大嫌い           | 石塚智子   | 細田雅弘   | 細田雅弘   | 及川博史     | 12月2日       |
| 15 | 深刻ママ悩めるヒョウガの人間関係             | 池田眞美子 | 松浦錠平   | 松浦錠平   | 梶浦紳一郎   | 12月9日       |
| 15 | 気配りママジュラのお誕生パーティー           | 池田眞美子 | 松浦錠平   | 松浦錠平   | 梶浦紳一郎   | 12月9日       |
| 16 | どたばたママX'マスプレゼント大作戦           | 池田眞美子 | 奥田誠治   | 笠井賢一   | 石之博和     | 12月16日      |
| 16 | ハッスルパパサンタクロース大作戦             | 池田眞美子 | 森田風太   | 森田風太   | 石之博和     | 12月16日      |
| 17 | 困ったママダーリンVSジュラ                   | 池野みのり | 鈴木輪流郎 | 花井信也   | 今泉賢一     | 12月23日      |
| 17 | はらはらママヒョウガの寒げいこ               | 池野みのり | 鈴木輪流郎 | 花井信也   | 今泉賢一     | 12月23日      |
| 18 | ため息ママ夜ふかしヒョウガの大みそか         | 石塚智子   | 白土武     | 高橋幸雄   | 石之博和     | 1996年 1月6日 |
| 18 | 泣き虫ママ死なないでジャック                 | 石塚智子   | 白土武     | 高橋幸雄   | 石之博和     | 1996年 1月6日 |
| 19 | 辛抱ママジュラは只今反抗期                   | 池野みのり | 錦織博     | 錦織博     | 三浦辰夫     | 1月13日       |
| 19 | 心配ママ初めてのお留守番                     | 池野みのり | 錦織博     | 錦織博     | 三浦辰夫     | 1月13日       |
| 20 | 反省パパこれがダーリンの叱り方               | 池田眞美子 | 高橋幸雄   | 笠井賢一   | 及川博史     | 1月20日       |
| 20 | おろおろママヒョウガの家出騒ぎ               | 池田眞美子 | 高橋幸雄   | 森田風太   | 及川博史     | 1月20日       |
| 21 | 見栄張りママ冷や汗スケートホリデー           | 石塚智子   | 松浦錠平   | 松浦錠平   | 梶浦紳一郎   | 1月27日       |
| 21 | 風邪引きママ病は母を強くする                 | 石塚智子   | 松浦錠平   | 松浦錠平   | 梶浦紳一郎   | 1月27日       |
| 22 | 張り切りママダーリン鬼になる                 | 池田眞美子 | 白土武     | 高橋幸雄   | 鈴木佐智子   | 2月3日        |
| 22 | お手上げママおばあちゃんの子育て             | 池田眞美子 | 小野勝巳   | 高橋幸雄   | 石之博和     | 2月3日        |
| 23 | 失敗ママ冷や汗バレンタイン                   | 池野みのり | 鈴木輪流郎 | 花井信也   | 今泉賢一     | 2月10日       |
| 23 | 複雑ママ涙の本命チョコ                       | 池野みのり | 鈴木輪流郎 | 花井信也   | 今泉賢一     | 2月10日       |
| 24 | 赤っ恥ママヒョウガのTV出演                   | 池田眞美子 | 細田雅弘   | 細田雅弘   | 北條直明     | 2月17日       |
| 25 | おのろけママダーリンとデート                 | 池田眞美子 | 錦織博     | 錦織博     | 三浦辰夫     | 2月24日       |
| 25 | うろたえママドタバタ妊娠騒動                 | 池田眞美子 | 錦織博     | 錦織博     | 三浦辰夫     | 2月24日       |
| 26 | わざありママ親子ゲンカでひな祭り             | 池野みのり | 辻伸一     | 辻伸一     | 及川博史     | 3月3日        |
| 26 | ズタボロママヒョウガの参観会                 | 池野みのり | 辻伸一     | 辻伸一     | 及川博史     | 3月3日        |
| 27 | あたふたママご両親がやってくる               | 石塚智子   | 松浦錠平   | 松浦錠平   | 梶浦紳一郎   | 3月10日       |
| 27 | 迷子の迷子のおじいちゃん                     | 石塚智子   | 松浦錠平   | 松浦錠平   | 梶浦紳一郎   | 3月10日       |
| 28 | ひらめきママ料理はアイデア勝負               | 池田眞美子 | 島崎奈々子 | 島崎奈々子 | 石之博和     | 3月17日       |
| 28 | 熱血パパヒョウガの自転車特訓                 | 池田眞美子 | 島崎奈々子 | 島崎奈々子 | 石之博和     | 3月17日       |
| 29 | お答えママどっちの子が好き?                  | 池野みのり | 花井信也   | 花井信也   | 今泉賢一     | 3月24日       |
| 29 | 気合ママジュラの入園面接                     | 池田眞美子 | 花井信也   | 花井信也   | 今泉賢一     | 3月24日       |
| 30 | ど忘れママヒョウガの誕生日                   | 池野みのり | 辻伸一     | 辻伸一     | 及川博史     | 3月31日       |
| 30 | 貧乏くじママうららか釣り堀日記               | 池田眞美子 | 辻伸一     | 辻伸一     | 及川博史     | 3月31日       |
| 31 | びっくりママジュラの入園式                   | 池田眞美子 | 滝上貴裕   | 滝上貴裕   | 三浦辰夫     | 4月7日        |
| 31 | 冷や汗ママだんまりジュラの参観日             | 池田眞美子 | 滝上貴裕   | 滝上貴裕   | 三浦辰夫     | 4月7日        |
| 32 | ぶきっちょママ恐怖の手作りグッズ             | 石塚智子   | 松浦錠平   | 松浦錠平   | 梶浦紳一郎   | 4月13日       |
| 32 | 決断ママ管理人さんの大災難                   | 石塚智子   | 松浦錠平   | 松浦錠平   | 梶浦紳一郎   | 4月13日       |
| 33 | 先輩ママたくやくんチの柔道                   | 池野みのり | 細田雅弘   | 細田雅弘   | 石之博和     | 4月20日       |
| 33 | どっきりママジュラは悩めるお年頃?            | 池野みのり | 細田雅弘   | 細田雅弘   | 石之博和     | 4月20日       |
| 34 | 入れこみママジュラのバレエ教室               | 池田眞美子 | 湖山禎崇   | 湖山禎崇   | 奈須川充     | 4月27日       |
| 34 | カルガモパパ追跡・ヒョウガの遠足             | 池田眞美子 | 湖山禎崇   | 湖山禎崇   | 奈須川充     | 4月27日       |
| 35 | 恥かきママジュラのうそ物語                   | 池田眞美子 | 鈴木輪流郎 | 花井信也   | 今泉賢一     | 5月4日        |
| 35 | むりやりパパ泳げ!こいのぼりッ                | 池田眞美子 | 鈴木輪流郎 | 花井信也   | 今泉賢一     | 5月4日        |
| 36 | まゆつばママダーリンの禁煙宣言               | 池田眞美子 | 辻伸一     | 辻伸一     | 及川博史     | 5月11日       |
| 36 | 感動ママ母の日ふたたび                       | 池田眞美子 | 辻伸一     | 辻伸一     | 及川博史     | 5月11日       |
| 37 | 出張パパヒョウガの二日天下                   | 石塚智子   | 滝上貴裕   | 滝上貴裕   | 三浦辰夫     | 5月18日       |
| 37 | のんきママジュラVSれいら                     | 石塚智子   | 滝上貴裕   | 滝上貴裕   | 三浦辰夫     | 5月18日       |
| 38 | お手伝いママぎっくり腰でSOS                  | 池野みのり | 松浦錠平   | 松浦錠平   | 梶浦紳一郎   | 5月25日       |
| 38 | 猫かぶりママ本当はみ～んな怒りんぼ           | 池野みのり | 松浦錠平   | 松浦錠平   | 梶浦紳一郎   | 5月25日       |
| 39 | でまかせママヒョウガ悩める季節               | 池田眞美子 | 細田雅弘   | 細田雅弘   | 石之博和     | 6月1日        |
| 39 | へとへとママ傘をたずねて                     | 池田眞美子 | 細田雅弘   | 細田雅弘   | 石之博和     | 6月1日        |
| 40 | 目撃パパ保与田家魔の月曜日                   | 石塚智子   | 湖山禎崇   | 湖山禎崇   | 奈須川充     | 6月8日        |
| 40 | 胸キュンママジュラのバレエ発表会             | 池田眞美子 | 湖山禎崇   | 湖山禎崇   | 奈須川充     | 6月8日        |
| 41 | わくわくパパ父の日に栄光あれ                 | 池田眞美子 | 矢沢則夫   | 花井信也   | 五月女浩一朗 | 6月15日       |
| 41 | のめりこみママめざめよ、天才画家!?           | 石塚智子   | 矢沢則夫   | 花井信也   | 五月女浩一朗 | 6月15日       |
| 42 | やきもきママジュラのお流れ遠足               | 池野みのり | 辻伸一     | 辻伸一     | 及川博史     | 6月22日       |
| 42 | 気遣いママふるさとを捨てた義父               | 池野みのり | 辻伸一     | 辻伸一     | 及川博史     | 6月22日       |
| 43 | 探偵ママヒョウガの秘密                       | 池田眞美子 | 滝上貴裕   | 滝上貴裕   | 三浦辰夫     | 6月29日       |
| 43 | ミーハーママ無敵レンジャー大ピンチ           | 池野みのり | 滝上貴裕   | 滝上貴裕   | 三浦辰夫     | 6月29日       |
| 44 | バタバタママ七夕の夜は大騒ぎ                 | 池野みのり | 松浦錠平   | 松浦錠平   | 梶浦紳一郎   | 7月6日        |
| 44 | ちゃっかりママ母親だって遊びたい             | 池田眞美子 | 松浦錠平   | 松浦錠平   | 梶浦紳一郎   | 7月6日        |
| 45 | げんなりママお姉ちゃんが欲しい               | 石塚智子   | 細田雅弘   | 細田雅弘   | 石之博和     | 7月13日       |
| 45 | 不可解ママヒョウガ、目覚める                 | 石塚智子   | 細田雅弘   | 細田雅弘   | 石之博和     | 7月13日       |
| 46 | へたばりママ恐怖の夏休み                     | 池田眞美子 | 湖山禎崇   | 湖山禎崇   | 奈須川充     | 7月20日       |
| 46 | なりきりパパ納涼肝試し大会                   | 池田眞美子 | 湖山禎崇   | 湖山禎崇   | 奈須川充     | 7月20日       |
| 47 | 意地っぱりパパ縁日でいざ勝負!!               | 池野みのり | 狭山太郎   | 花井信也   | 五月女浩一朗 | 7月27日       |
| 47 | しぶしぶママ新車なんて見てるだけ             | 池野みのり | 狭山太郎   | 花井信也   | 五月女浩一朗 | 7月27日       |
| 48 | バカンスママいち君チのお別荘                 | 池田眞美子 | 島崎奈々子 | 松園公     | 及川博史     | 8月3日        |
| 48 | 面食らいママジュラの三角関係                 | 池田眞美子 | 島崎奈々子 | 松園公     | 及川博史     | 8月3日        |
| 49 | 言い聞かせママジュラ我慢の一日               | 石塚智子   | 滝上貴裕   | 滝上貴裕   | 三浦辰夫     | 8月10日       |
| 49 | いきなりパパダーリンのUターン願望            | 池野みのり | 滝上貴裕   | 滝上貴裕   | 三浦辰夫     | 8月10日       |
| 50 | ほのぼのママ意地でも花火見物だ               | 池田眞美子 | 松浦錠平   | 松浦錠平   | 梶浦紳一郎   | 8月17日       |
| 50 | 爆発パパ甘い誘惑、ゲームの味                 | 池田眞美子 | 松浦錠平   | 松浦錠平   | 梶浦紳一郎   | 8月17日       |
| 51 | とばっちりママ爆睡ママと海水浴               | 池野みのり | 細田雅弘   | 細田雅弘   | 石之博和     | 8月24日       |
| 51 | イライラママおじいちゃんの子守り             | 池野みのり | 細田雅弘   | 細田雅弘   | 石之博和     | 8月24日       |
| 52 | 愛情ママおねしょはナイショ                   | 池田眞美子 | 湖山禎崇   | 湖山禎崇   | 奈須川充     | 8月31日       |
| 52 | バイバイママ太君のお引っ越し                 | 池田眞美子 | 湖山禎崇   | 湖山禎崇   | 奈須川充     | 8月31日       |

### 映像ソフト化
- 1990年代にVHS版がリリースされたが、現在は、全巻廃盤となっている。

- テレビアニメ10周年を記念し、2005年6月29日に第1巻、同年8月31日に第2巻のDVD-BOXがそれぞれ発売された。

- 2021年現在、Blu-ray版はリリースされていない。

## 備考
- 現在、文部科学省が配布している「家庭教育手帳」のイラストに使用されている。
- 愛知県高浜市のかわら美術館では、2001年 12月6日-1月20日「たかはまこ&青沼貴子、マンガ原画展、たたかえっ!!おかあさん～子育てマンガで応援します、ママと子どものタ・ノ・シ・イ毎日～」と題して、育児コミックの展覧会が開催された。